# Samochód WRC

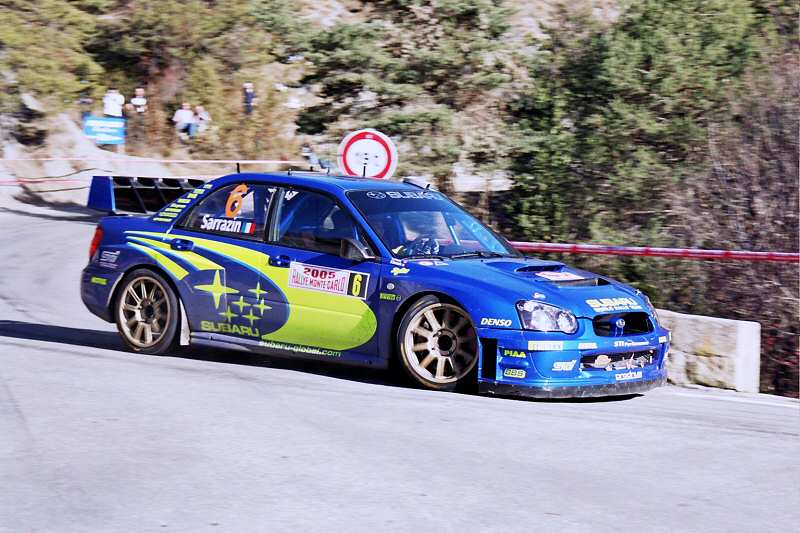
Stéphane Sarrazin jadący Subaru Impreza WRC podczas Rajdu Monte Carlo

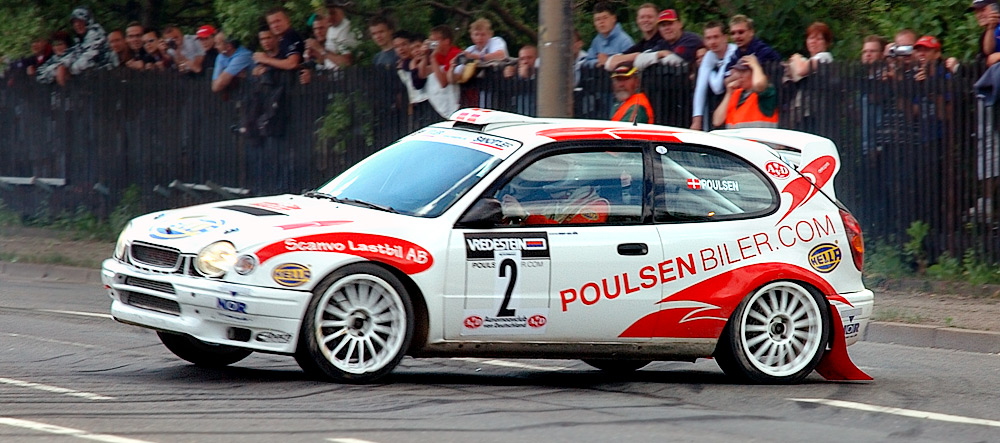
Rajdowa Toyota Corolla WRC

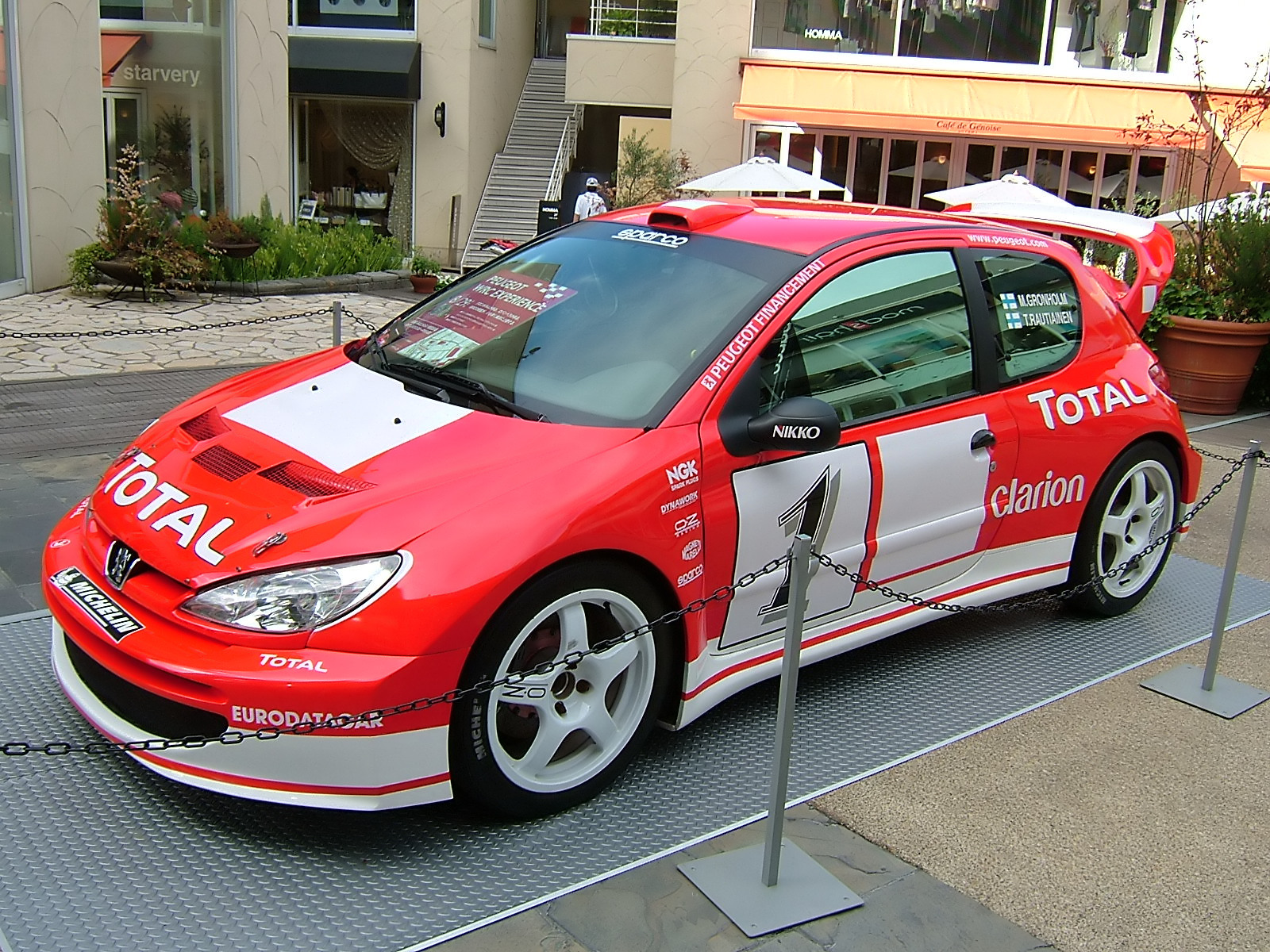
Peugeot 206 WRC

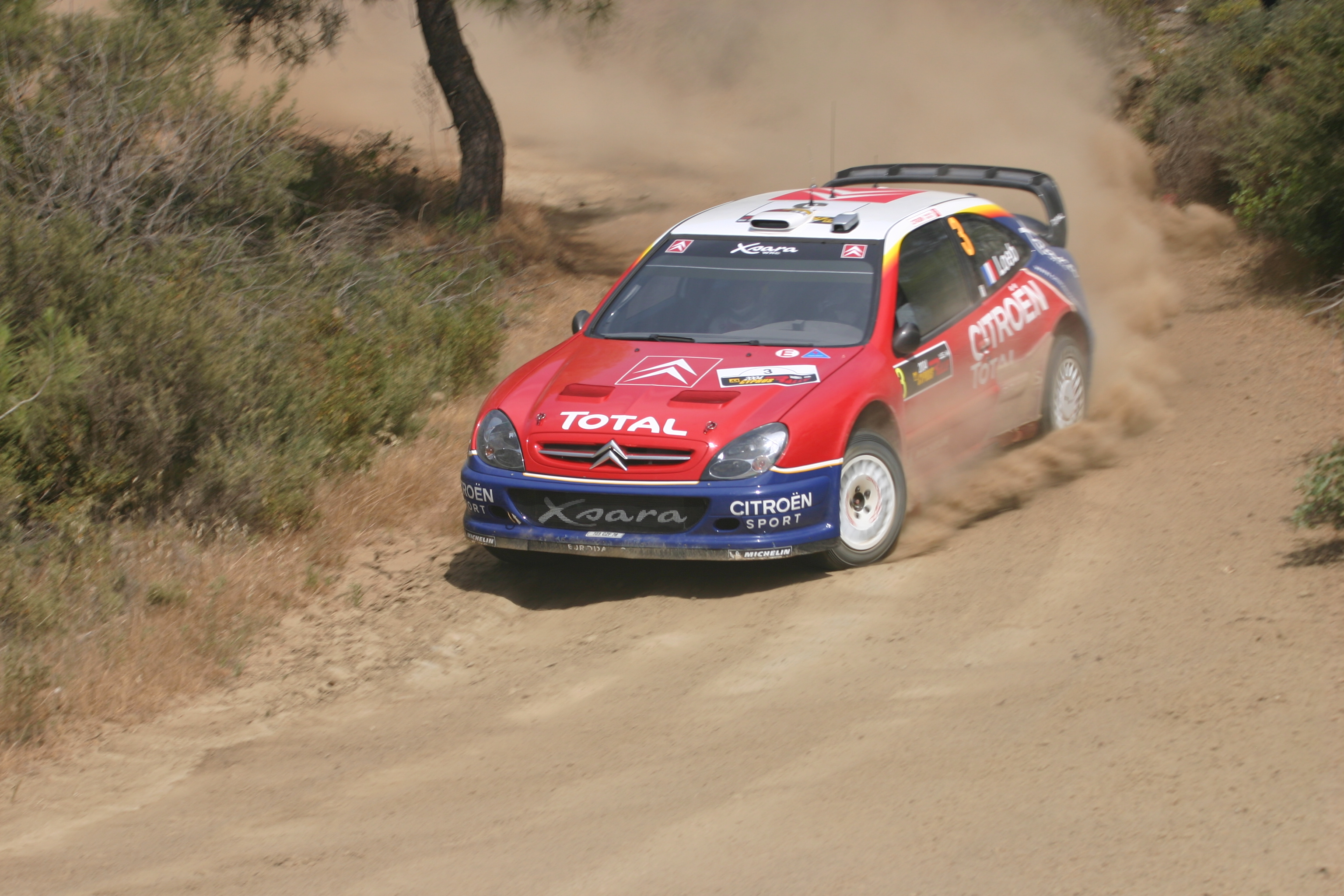
Citroën Xsara WRC – jeden z najbardziej utytułowanych samochodów WRC

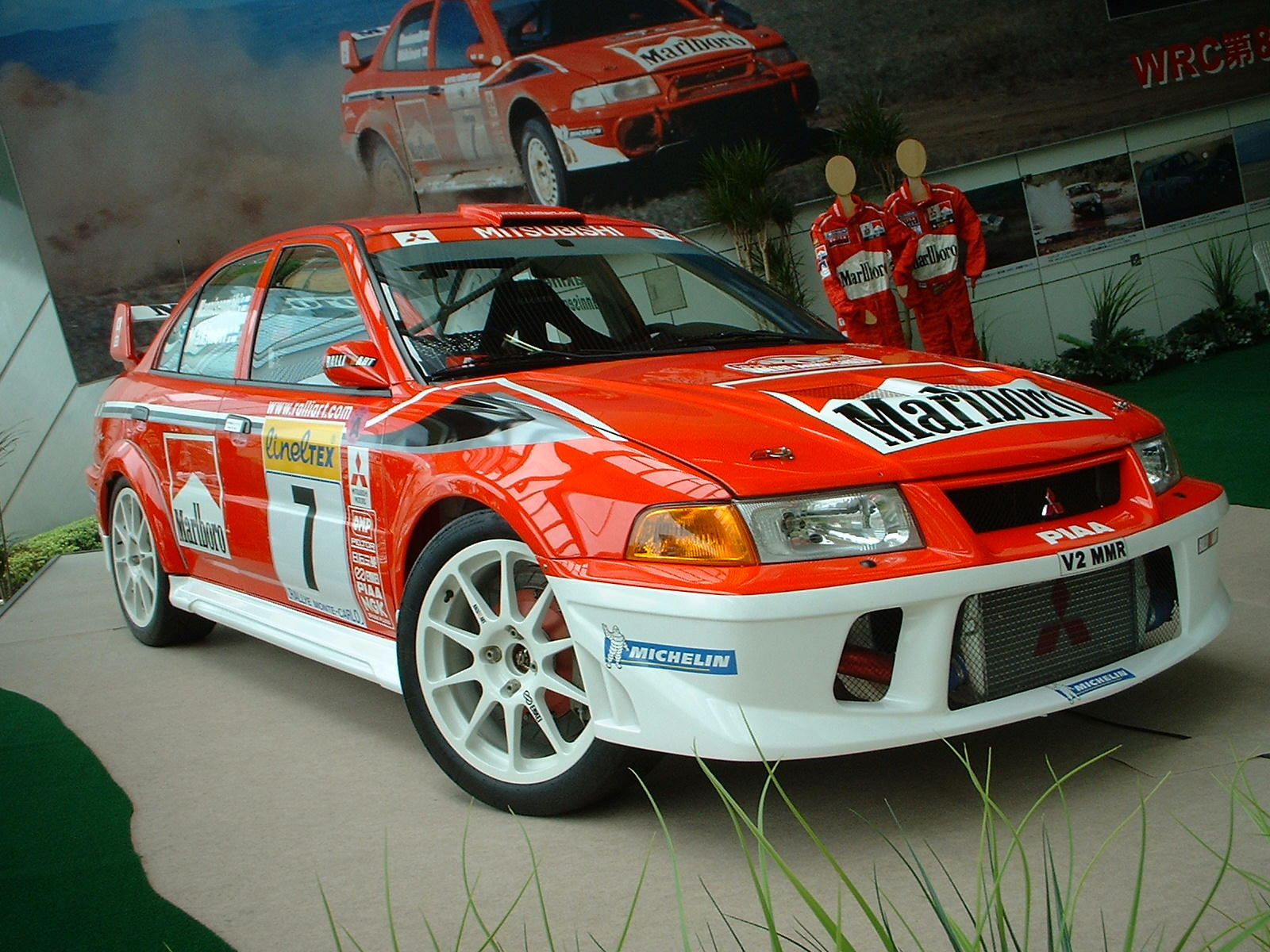
A-grupowy Mitsubishi Lancer Evolution VI, za kierownicą którego Tommi Mäkinen zdobywał mistrzostwo już za czasów WRC.

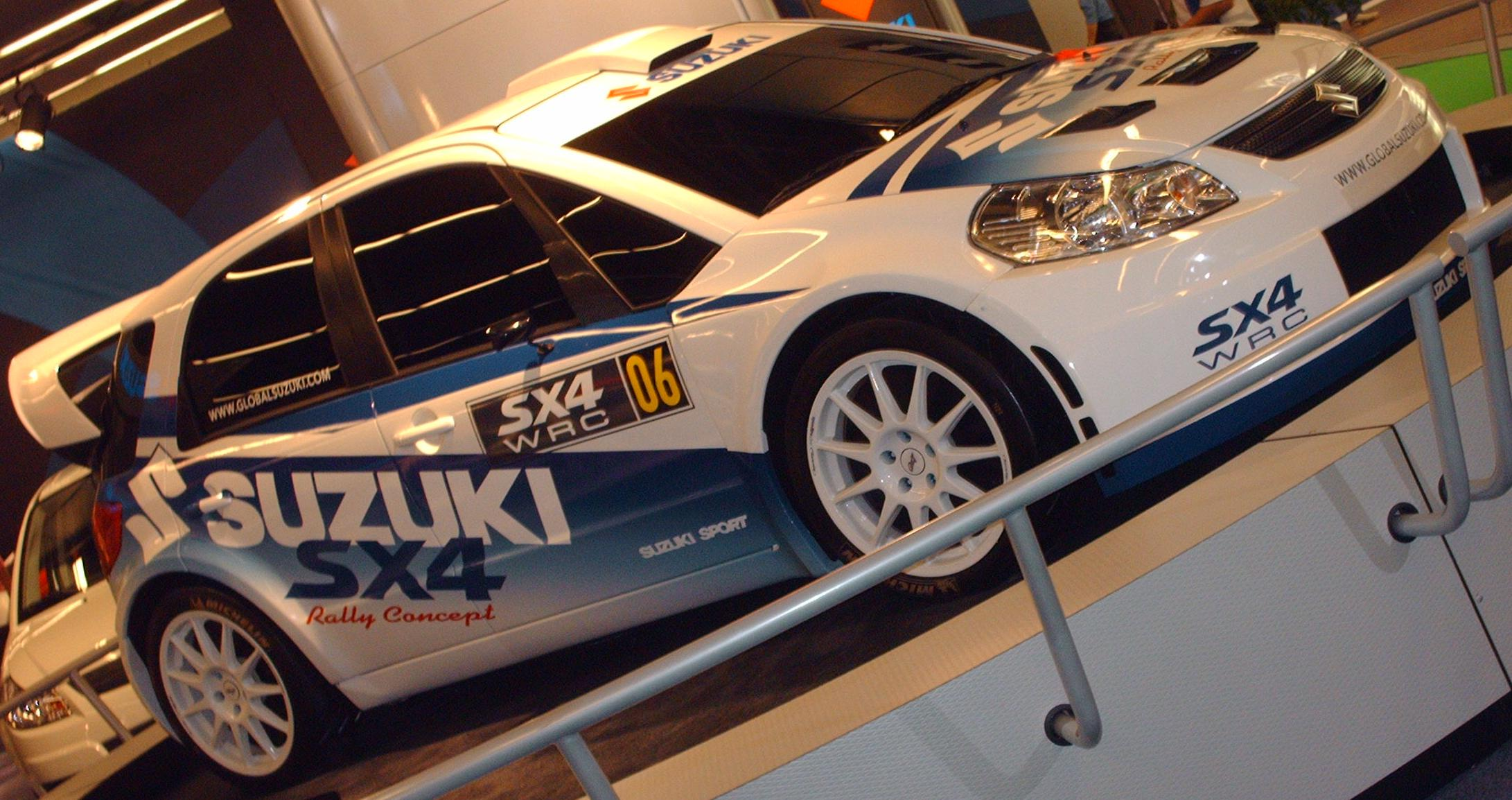
Suzuki SX4 WRC na pokazie w Montrealu

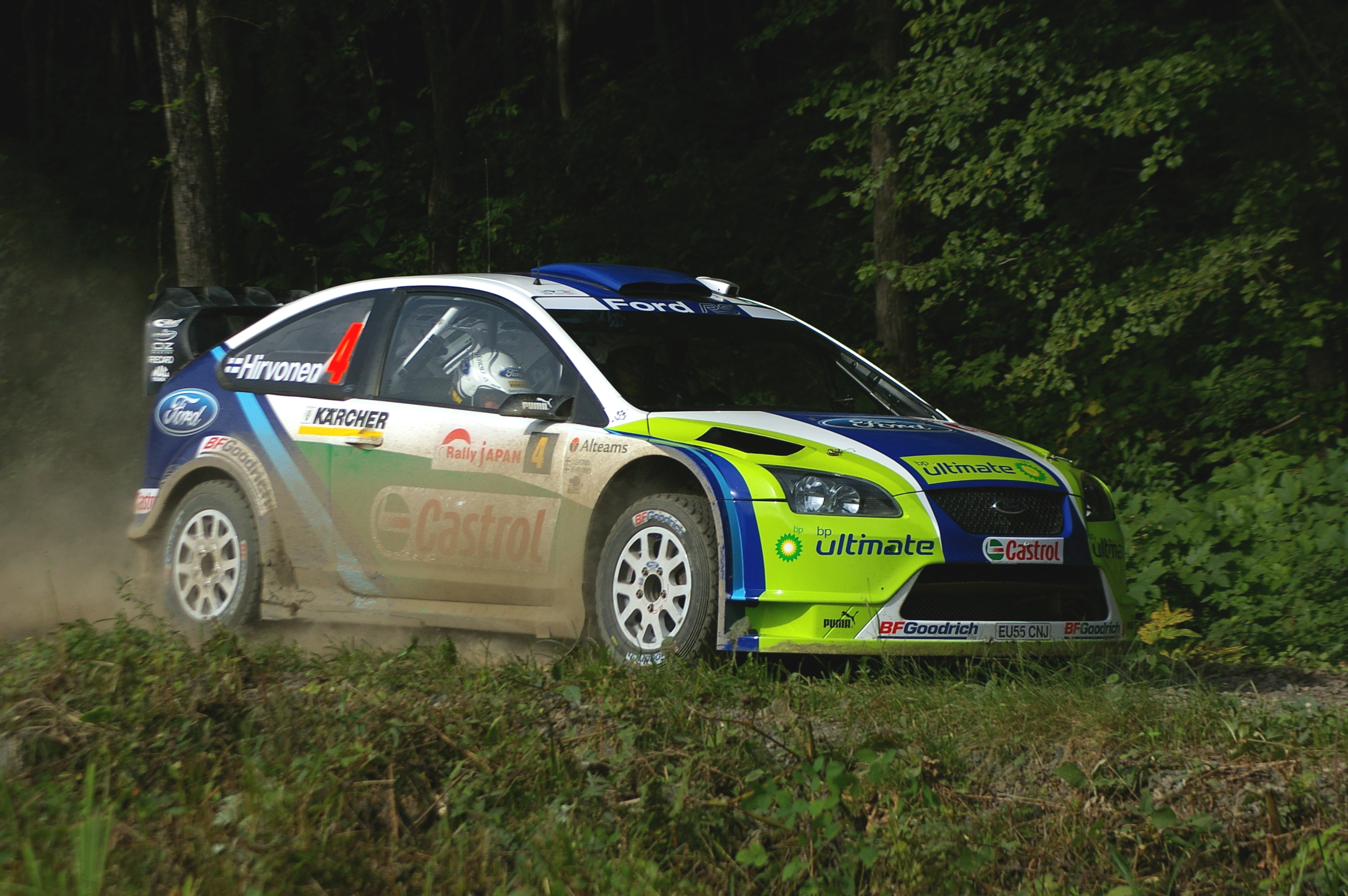
Mikko Hirvonen za kierownicą Forda Focusa WRC na trasie Rajdu Japonii

Samochód WRC (World Rally Car) – termin używany do określania samochodów wyprodukowanych w specyfikacji FIA i rywalizujących w klasie WRC.
Zgodnie z przepisami, samochód WRC musi być zbudowany na bazie zwykłego samochodu, wyprodukowanego w co najmniej 2500 egzemplarzach. Musi on bazować na istniejącym A-grupowym samochodzie, w którym dokonuje się szeregu modyfikacji, przede wszystkim powiększenia (bądź zmniejszenia) pojemności silnika do wymaganych 2 litrów. Najczęściej samochody otrzymują turbosprężarkę, napęd na cztery koła, aktywny centralny dyferencjał (przed zmianą przepisów w 2007 także przednie i tylne), sekwencyjną skrzynię biegów oraz zestaw elementów aerodynamicznych (spojlery, dyfuzory itp.) oraz tzw. Anti-Lag czyli system podtrzymywania ciśnienia doładowania. Masa auta musi wynosić co najmniej 1230 kg (rozłożona jest w proporcji 50/50, pomaga w tym silnik możliwie daleko cofnięty w głąb komory silnikowej). 
W przeciwieństwie do samochodów Grupy A, producenci nie są zmuszeni do produkowania homologacyjnych "edycji specjalnych" aby móc zbudować spełniające wymogi FIA auto. Wygląd zewnętrzny samochodów WRC niejednokrotnie bazowany jest na popularnych modelach dopuszczonych do ruchu drogowego, jak np. Peugeot 206 i 307, Citroën Xsara czy Škoda Fabia, wspólne są tylko niektóre elementy karoserii.
Aby ograniczyć moc, wszystkie turbodoładowane samochody muszą mieć zamontowany ogranicznik dopływu powietrza (tzw. zwężkę) o średnicy 34 mm przed wlotem powietrza do turbosprężarki, co ogranicza przepływ powietrza do ok. 10 m³/min. W ten sposób ograniczono faktyczną moc silnika do ok. 350-380 KM (oficjalnie 300 KM - wartość ta była aktualna na początku lat '90 ). Z tego powodu inżynierowie skupiają się na dostępności dużej mocy silnika w szerokim zakresie obrotów, a nie na wysokiej mocy maksymalnej. 
Maksymalny moment obrotowy w sezonie 2007 wynosił w granicach 580-620 Nm.
Dalsze modyfikacje skupiają się głównie na zwiększeniu wytrzymałości konstrukcji samochodu poprzez dodanie klatki bezpieczeństwa (spełnia w rajdowym samochodzie trzy główne funkcje: podnosi bezpieczeństwo załogi, usztywnia nadwozie, przenosi przeciążenia m.in. w czasie skoków) oraz wzmocnieniu innych elementów nadwozia. Przed każdym rajdem auta wyposażane są w odpowiednie zawieszenie (głównie tytanowe), opony oraz ustawia się dyferencjały, stosownie do warunków panujących na trasach imprezy – samochody WRC muszą dać sobie radę na asfaltach, szutrach i piachu o różnej zwartości, na śniegu, a nawet na lodzie.

## Nowa generacja WRC
Od sezonu 2011 zgodnie z nowymi regulacjami FIA, wprowadzona została nowa generacja aut klasy WRC. Powodem zmian była konieczność obniżenia kosztów celem przyciągnięcia większej liczby producentów do startów w mistrzostwach. Nowe przepisy zakładają, że auta WRC będą technicznie wywodzić się z aut klasy S2000.
W odróżnieniu od poprzedniej generacji WRC nowe auta są wyposażone w turbodoładowany silnik o pojemności 1,6 litra, który musi być wyposażony w bezpośredni wtrysk benzyny. Mniejszej średnicy jest też zastosowana zwężka w układzie dolotowym, która teraz ma 33 mm. Kolejną różnicą jest brak aktywnego dyferencjału centralnego, mogą być stosowane jedynie mechaniczne dyferencjały przedni i tylny. Skrzynia biegów jak i przeniesienie napędu muszą pochodzić od niezależnych konstruktorów, tak aby obniżyć koszty i umożliwić szerszy dostęp do tych podzespołów. Dodatkowo, sekwencyjna skrzynia biegów nie może być sterowana łopatkami przy kierownicy (od sezonu 2015 brak tego zakazu). Zniesiono także minimalną długość auta, która wynosiła 4 metry, a także obniżono minimalną wagę do 1200 kg.

## WRC Rally 1 Hybrid
Od sezonu 2022, w najwyższej kategorii mistrzostw WRC w klasie Rally 1, obowiązują nowe samochody. Wszystkie są wyposażone w napęd hybrydowy. Układ hybrydowy typu plug-in wraz ze wszystkimi niezbędnymi komponentami i oprogramowaniem jest standardowy dla wszystkich zespołów i dostarczany przez firmę Compact Dynamics. Samochody są wyposażone w dodatkowy silnik elektryczny o mocy 100 kW (134 KM), który współpracuje z 1,6-litrowym turbodoładowanym silnikiem benzynowym

## Samochody
| Producent  | Model                  | Od   | Do   |
| ---------- | ---------------------- | ---- | ---- |
| Citroen    | C3 WRC                 | 2017 | 2019 |
| Citroën    | DS3 WRC                | 2011 | 2016 |
| Citroën    | C4 WRC                 | 2007 | 2010 |
| Citroën    | Xsara WRC              | 2001 | 2006 |
| Ford       | Ford Puma Rally1       | 2022 |      |
| Ford       | Fiesta RS WRC          | 2011 | 2021 |
| Ford       | Focus WRC              | 1999 | 2010 |
| Ford       | Escort WRC             | 1997 | 1998 |
| Hyundai    | Accent WRC             | 2000 | 2003 |
| Hyundai    | i20 WRC                | 2014 | 2021 |
| Hyundai    | Hyundai i20 N Rally1   | 2022 |      |
| Mini       | John Cooper Works WRC  | 2011 | 2012 |
| Mitsubishi | Lancer WRC             | 2004 | 2005 |
| Mitsubishi | Lancer Evolution WRC   | 2001 | 2003 |
| Peugeot    | 307 WRC                | 2004 | 2005 |
| Peugeot    | 206 WRC                | 1999 | 2003 |
| SEAT       | Córdoba WRC            | 1998 | 2000 |
| Škoda      | Fabia WRC              | 2003 | 2006 |
| Škoda      | Octavia WRC            | 1999 | 2003 |
| Subaru     | Impreza WRC            | 1997 | 2008 |
| Suzuki     | SX4 WRC                | 2007 | 2008 |
| Toyota     | Yaris WRC              | 2017 | 2021 |
| Toyota     | Toyota GR Yaris Rally1 | 2022 |      |
| Toyota     | Corolla WRC            | 1997 | 1999 |
| Volkswagen | Polo R WRC             | 2013 | 2016 |